# Houssam Abdin
Houssam Bakr Abdin est un boxeur égyptien né le 26 octobre 1985. 

## Carrière
Sa carrière amateur est principalement marquée par une médaille de bronze remportée aux championnats du monde de 2015 dans la catégorie des poids moyens et par un titre de champion d'Afrique la même année.

## Palmarès

### Championnats du monde
- Médaille de bronze en -75 kg en 2015 à Doha, Qatar

### Championnats d'Afrique
- Médaillé d'argent en -75 kg en 2017 à Brazzaville, République du Congo
- Médaillé d'or en -75 kg en 2015 à Casablanca, Maroc

### Jeux africains
- Médaille de bronze en -69 kg en 2007 à Alger, Algérie

### Jeux méditerranéens
- Médaillé d'argent en -75 kg en 2013 à Mersin, Turquie
- Médaille de bronze en -69 kg en 2009 à Pescara, Italie

### Jeux panarabes
- Médaillé d'or en -69 kg en 2007 au Caire, Égypte

### Jeux de la Francophonie
- Médaille de bronze en -69 kg en 2009 à Beyrouth, Liban